# Dicnemon cochlearifolium
Dicnemon cochlearifolium là một loài rêu trong họ Dicnemonaceae. Loài này được Thér. B.H. Allen mô tả khoa học đầu tiên năm 1987.